# Zuávok
A zuávok (franciául zouaves, eredetileg magrebi arab zwāwa) a szó eredeti jelentését tekintve a mai Algéria területén, Dzsurdzsura vidékén élő kabil törzsszövetség tagjai, akiket katonai rátermettségük miatt hagyományosan zsoldosoknak szoktak felfogadni. A francia kormány 1830-ban, Algéria elfoglalása után szintén zsoldjába fogadta a törzsszövetség férfiait, de számos francia katonát is vegyítettek közéjük. A későbbiekben a bennszülött és a külföldi katonákat ismét elkülönítették egymástól. A zuávok tisztjei és altisztjei azonban többnyire franciák voltak, úgyhogy a bennszülött elem idővel fokozatosan kiveszett. Végül a zuávok könnyű szolgálatra kiképzett francia önkéntes csapatokká alakultak át, és a krími háborúban (1853–1856) különösen kitüntették magukat. Hírnevüket 1870-ig megőrizték, amikor a Poroszország ellen vívott vesztes háborút követően alakulatukat feloszlatták.

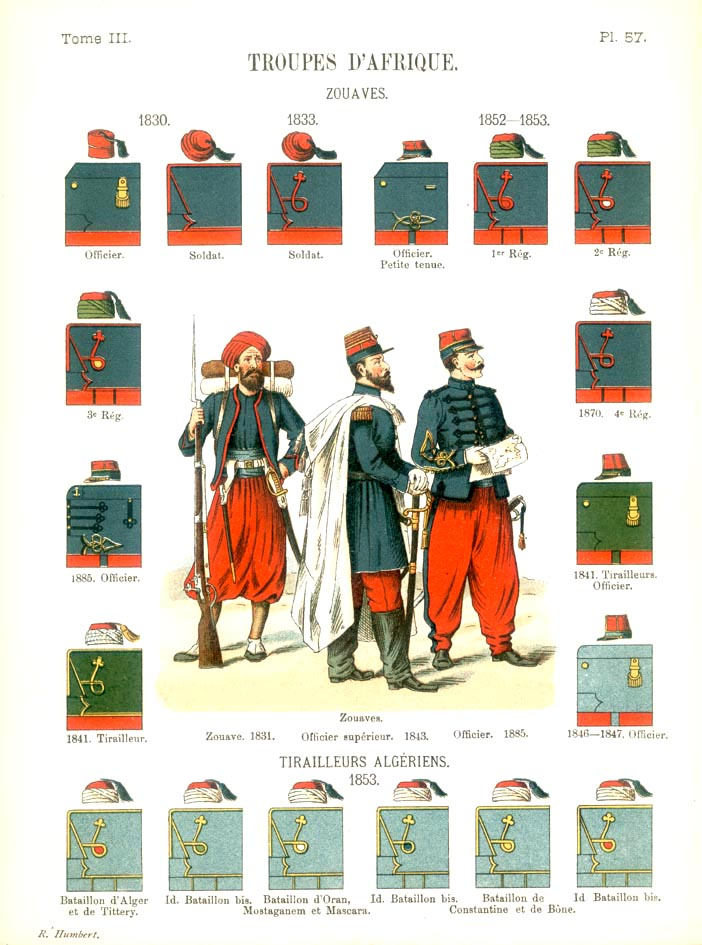
A zuávok uniformisai
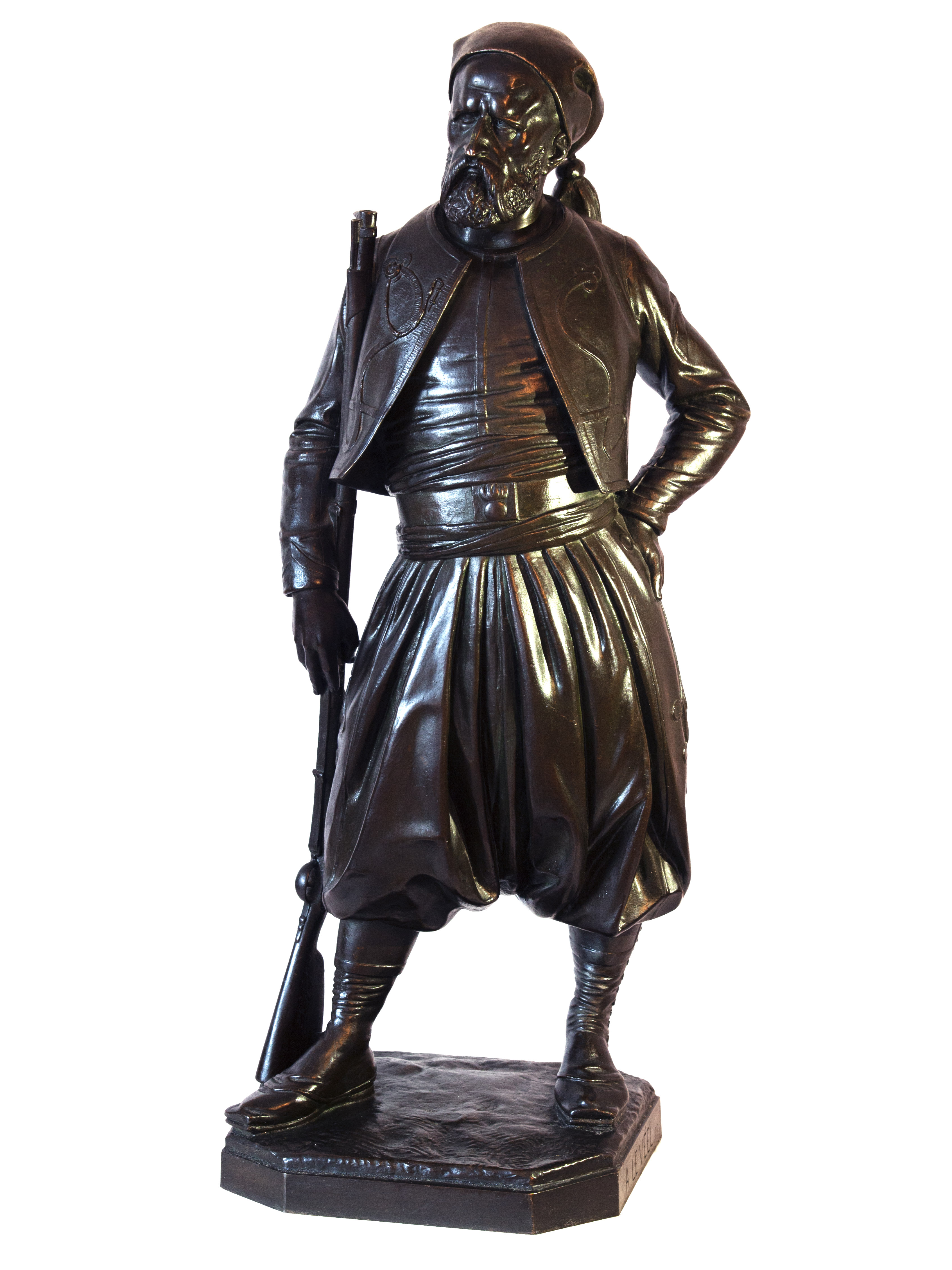
Zuáv szobra, 1858. Armand Le Véel (1821–1905) bronzszobra
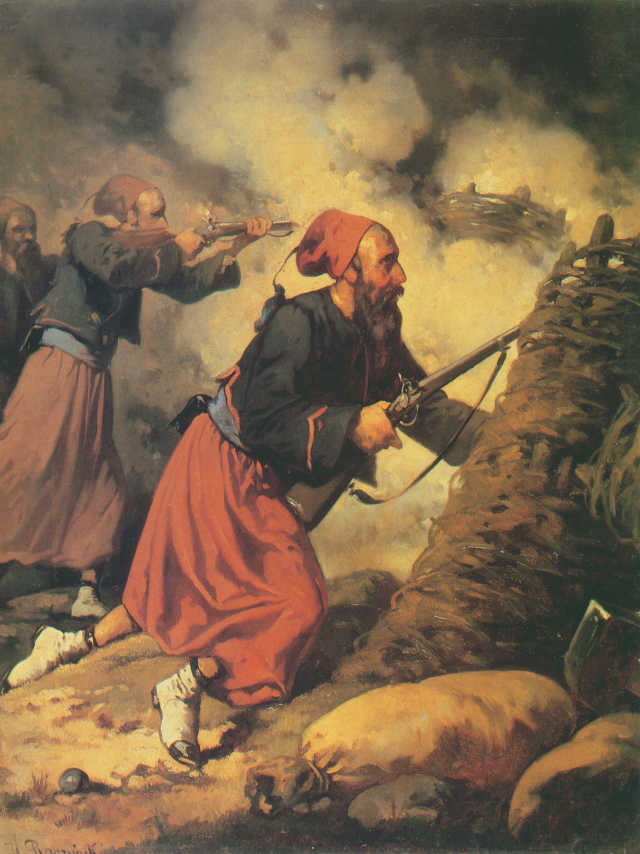
Zuávok a krími háborúban. Aleksander Raczyński alkotása, 1858.